# Aérospatiale SA360 Dauphin
El Aérospatiale SA360 Dauphin (‘delfín’ en idioma francés) es un helicóptero monoturbina medio polivalente, diseñado y fabricado por la compañía francesa Aérospatiale. Fue desarrollado como un posible reemplazo del Aérospatiale Alouette III. No obstante, el nuevo helicóptero ofrecía muy pocas ventajas sobre su predecesor, siendo cancelado tras la fabricación de 34 unidades.
Del SA360 surgiría un derivado biturbina, el Aérospatiale AS365 Dauphin 2, que conseguiría gran éxito comercial.

## Componentes del SA 365C2

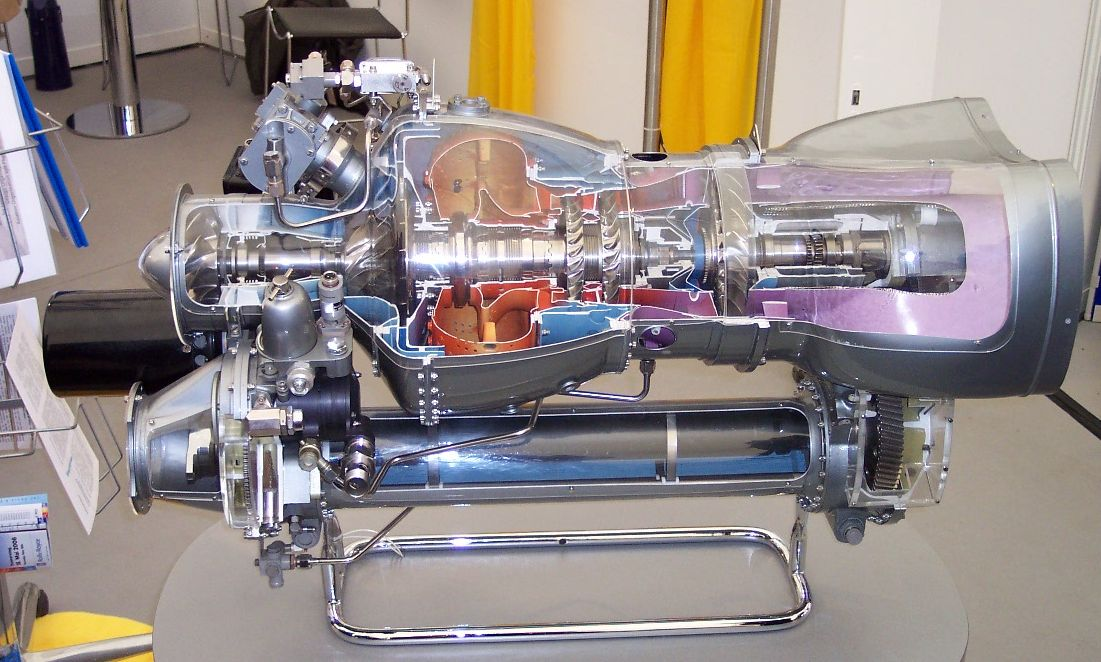
Corte esquemático del Arriel.

Francia

### Propulsión
| Sistema | País               | Fabricante | Notas          |
| ------- | ------------------ | ---------- | -------------- |
| Motor   | Bandera de Francia | Turbomeca  | 2 × Arriel 1A2 |

## Variantes
- SA360 - dos prototipos
- SA360C - versión de producción, 34 fabricados
  - SA360A - versión naval para la Aeronavale, 1 convertido de un SA 360C.[1]
  - SA361H - Versión "hot and high", 1 convertido de un SA 360C
    - SA361HCL - versión militarizada, 1 convertido del SA 361H

## Usuarios

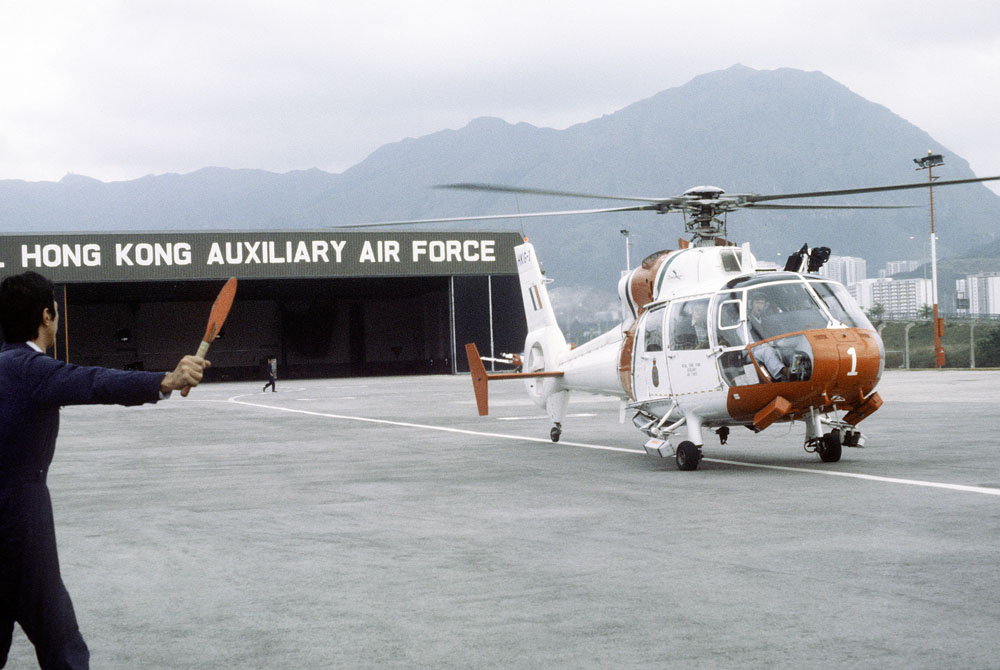
SA360 de la Real Fuerza Aérea Auxiliar de Hong Kong.

Los principales usuarios del AS360 fueron:
 Alemania
- Landespolizei

 Finlandia
- Valkeakoski

 Estados Unidos
- New York Helicopters

 Hong Kong
- Real Fuerza Aérea Auxiliar de Hong Kong

 Japón
- Nishi Nihon Air Service

 Malasia
- Gobierno de Malasia

 Mónaco
- Heli Air Monaco

 Suecia
- Norrlandsflyg

### Desarrollos relacionados
- HH-65 Dolphin
- Eurocopter Panther
- Eurocopter EC 155
- Harbin Z-9

### Aeronaves similares
- Agusta A119